# La Confession (nouvelle, novembre 1884)
Pour les articles homonymes, voir La Confession.
La Confession est une nouvelle de Guy de Maupassant, parue en 1884.
" Tout Véziers-le-Réthel avait assisté...".

## Historique
La Confession est initialement publiée dans Le Figaro du 10 novembre 1884, puis dans le recueil Toine en 1886.
Cette nouvelle ne doit pas être confondue avec celles du même titre, publiées l'une en 1883 et l'autre en août 1884.

## Résumé
Après l'enterrement de M. Badon-Leremincé, un honnête homme, son fils, sa fille et son gendre, le notaire, ouvrent le testament qui devait être décacheté par eux seuls.

## Éditions
- 1884 - La Confession, dans Le Figaro
- 1888 - La Confession, dans Toine recueil paru en 1886 aux éditions Marpon-Flammarion, coll. Bibliothèque illustrée.
- 1979 - La Confession, dans Maupassant, Contes et Nouvelles, tome II, texte établi et annoté par Louis Forestier, éditions Gallimard, Bibliothèque de la Pléiade.